# Coupe de Chine 2004
Navigation
Édition précédente Édition suivante
La Coupe de Chine est une compétition internationale de patinage artistique qui se déroule en Chine au cours de l'automne. Elle accueille des patineurs amateurs de niveau senior dans quatre catégories: simple messieurs, simple dames, couple artistique et danse sur glace.
La deuxième Coupe de Chine est organisée du 11 au 14 novembre 2004 au palais omnisports de Pékin. Elle est la quatrième compétition du Grand Prix ISU senior de la saison 2004/2005.

## Résultats

### Messieurs
| Rang    | Nom              | Pays               | Points | Programme court | Programme court | Programme libre | Programme libre |
| ------- | ---------------- | ------------------ | ------ | --------------- | --------------- | --------------- | --------------- |
| 1       | Jeffrey Buttle   | Canada             | 211.20 | 1               | 76.00           | 1               | 135.20          |
| 2       | Li Chengjiang    | Chine              | 197.15 | 2               | 69.75           | 2               | 127.40          |
| 3       | Stefan Lindemann | Allemagne          | 188.80 | 3               | 62.70           | 3               | 126.10          |
| 4       | Zhang Min        | Chine              | 187.30 | 4               | 62.28           | 4               | 125.02          |
| 5       | Song Lun         | Chine              | 179.64 | 5               | 60.88           | 5               | 118.76          |
| 6       | Scott Smith      | États-Unis         | 168.25 | 8               | 57.45           | 6               | 110.80          |
| 7       | Ivan Dinev       | Bulgarie           | 159.59 | 7               | 58.15           | 7               | 101.44          |
| 8       | Matthew Savoie   | États-Unis         | 150.20 | 6               | 59.44           | 8               | 90.76           |
| 9       | Silvio Smalun    | Allemagne          | 144.61 | 10              | 55.73           | 9               | 88.88           |
| 10      | Marc Andre Craig | Canada             | 142.67 | 9               | 56.69           | 10              | 85.98           |
| Abandon | Tomáš Verner     | République tchèque |        | 11              | 40.32           |                 |                 |

### Dames
| Rang | Nom                | Pays        | Points | Programme court | Programme court | Programme libre | Programme libre |
| ---- | ------------------ | ----------- | ------ | --------------- | --------------- | --------------- | --------------- |
| 1    | Irina Sloutskaïa   | Russie      | 177.80 | 1               | 62.96           | 1               | 114.84          |
| 2    | Viktoria Volchkova | Russie      | 154.16 | 2               | 53.14           | 3               | 101.02          |
| 3    | Joannie Rochette   | Canada      | 152.12 | 5               | 49.44           | 2               | 102.68          |
| 4    | Miki Ando          | Japon       | 150.32 | 4               | 49.76           | 4               | 100.56          |
| 5    | Elina Kettunen     | Finlande    | 138.40 | 6               | 47.68           | 5               | 90.72           |
| 6    | Jenna McCorkell    | Royaume-Uni | 131.08 | 7               | 47.36           | 7               | 83.72           |
| 7    | Mira Leung         | Canada      | 128.90 | 9               | 44.78           | 6               | 84.12           |
| 8    | Angela Nikodinov   | États-Unis  | 124.50 | 3               | 49.82           | 11              | 74.68           |
| 9    | Fang Dan           | Chine       | 121.20 | 8               | 44.98           | 10              | 76.22           |
| 10   | Liu Yan            | Chine       | 120.24 | 10              | 39.08           | 8               | 81.16           |
| 11   | Yukari Nakano      | Japon       | 116.94 | 11              | 38.76           | 9               | 78.18           |

### Couples
| Rang | Nom                             | Pays        | Points | Programme court | Programme court | Programme libre | Programme libre |
| ---- | ------------------------------- | ----------- | ------ | --------------- | --------------- | --------------- | --------------- |
| 1    | Shen Xue / Zhao Hongbo          | Chine       | 193.54 | 1               | 66.38           | 1               | 127.16          |
| 2    | Zhang Dan / Zhang Hao           | Chine       | 175.02 | 2               | 62.28           | 2               | 112.74          |
| 3    | Valérie Marcoux / Craig Buntin  | Canada      | 164.86 | 3               | 61.84           | 3               | 103.02          |
| 4    | Ding Yang / Ren Zhongfei        | Chine       | 146.26 | 5               | 48.90           | 4               | 97.36           |
| 5    | Tiffany Scott / Philip Dulebohn | États-Unis  | 133.04 | 6               | 47.96           | 5               | 85.08           |
| 6    | Eva-Maria Fitze / Rico Rex      | Allemagne   | 126.40 | 4               | 51.70           | 7               | 74.70           |
| 7    | Marina Aganina / Artem Knyazev  | Ouzbékistan | 116.70 | 8               | 41.50           | 6               | 75.20           |
| 8    | Marylin Pla / Yannick Bonheur   | France      | 113.36 | 7               | 41.52           | 8               | 71.84           |
| 9    | Diana Rennik / Aleksei Saks     | Estonie     | 102.94 | 9               | 34.92           | 9               | 68.02           |

### Danse sur glace
| Rang | Nom                                    | Pays        | Points | Danse imposée | Danse imposée | Danse originale | Danse originale | Danse libre | Danse libre |
| ---- | -------------------------------------- | ----------- | ------ | ------------- | ------------- | --------------- | --------------- | ----------- | ----------- |
| 1    | Tanith Belbin / Benjamin Agosto        | États-Unis  | 210.28 | 1             | 40.07         | 1               | 64.93           | 1           | 105.28      |
| 2    | Galit Chait / Sergei Sakhnovski        | Israël      | 204.42 | 3             | 37.77         | 2               | 63.07           | 2           | 103.58      |
| 3    | Marie-France Dubreuil / Patrice Lauzon | Canada      | 199.44 | 2             | 39.37         | 3               | 60.99           | 3           | 99.08       |
| 4    | Oksana Domnina / Maksim Chabaline      | Russie      | 179.70 | 4             | 32.54         | 4               | 54.38           | 4           | 92.78       |
| 5    | Kristin Fraser / Igor Lukanin          | Azerbaïdjan | 160.72 | 5             | 30.34         | 5               | 46.14           | 5           | 84.24       |
| 6    | Nóra Hoffmann / Attila Elek            | Hongrie     | 149.86 | 6             | 29.84         | 7               | 43.79           | 6           | 76.23       |
| 7    | Nathalie Péchalat / Fabian Bourzat     | France      | 146.39 | 7             | 29.52         | 6               | 44.34           | 7           | 72.53       |
| 8    | Anastasia Grebenkina / Vazgen Azroyan  | Arménie     | 139.17 | 9             | 26.51         | 8               | 41.18           | 8           | 71.48       |
| 9    | Yang Fang / Gao Chongbo                | Chine       | 131.80 | 8             | 27.27         | 9               | 40.30           | 9           | 64.23       |
| 10   | Yu Xiaoyang / Wang Chen                | Chine       | 126.27 | 10            | 24.49         | 10              | 37.90           | 10          | 63.88       |
| 11   | Qi Jia / Sun Xu                        | Chine       | 112.33 | 11            | 22.55         | 11              | 33.70           | 11          | 56.08       |

## Sources
- Résultats de la Coupe de Chine 2004 sur le site de l'ISU
- Patinage Magazine N°95 (Hiver 2004/2005)